# Estelline (Dakota du Sud)
Pour les articles homonymes, voir Estelline.
La ville américaine d’Estelline est située dans le comté de Hamlin, dans l’État du Dakota du Sud. Elle comptait 768 habitants lors du recensement de 2010.
La localité doit probablement son nom à la fille de D. J. Spalding, propriétaire du ranch sur lequel elle fut fondée en 1882. Selon une autre version, elle serait nommée en l'honneur d'Estelline Bennett, fille d'un juge fédéral et auteure d'un livre.
La municipalité s'étend sur 0,95 milles carrés (2,46 km2).

## Démographie
| 1890 | 1900 | 1910 | 1920 | 1930 | 1940 |
| ---- | ---- | ---- | ---- | ---- | ---- |
| 210  | 357  | 509  | 658  | 488  | 627  |

| 1950 | 1960 | 1970 | 1980 | 1990 | 2000 |
| ---- | ---- | ---- | ---- | ---- | ---- |
| 760  | 722  | 624  | 719  | 658  | 675  |

| 2010 | - | - | - | - | - |
| ---- | - | - | - | - | - |
| 768  | - | - | - | - | - |